# Philippe Willem van der Sleyden

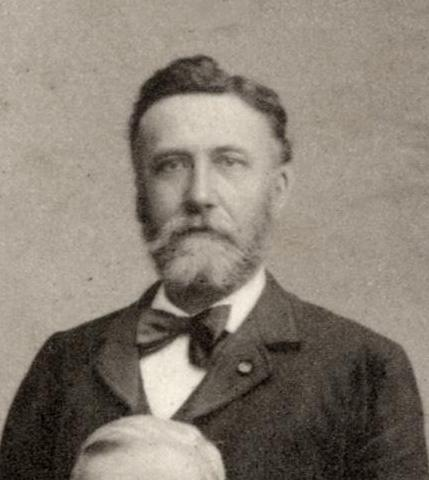
Philippe Willem van der Sleyden (1894)

Philippe Willem van der Sleyden (* 8. Januar 1842 in Deventer, Provinz Overijssel; † 11. Dezember 1923 in Den Haag) war ein niederländischer Politiker der 1885 gegründeten Liberale Unie, der bereits zuvor als Liberaler zwischen 1881 und 1888 Mitglied der Zweiten Kammer der Generalstaaten sowie im Kabinett Röell von 1894 bis 1897 Minister für Wasserwirtschaft, Handel und Industrie war. In seiner Amtszeit als Minister wurden einige wichtige Gesetze wie das Sicherheitsgesetz (Veiligheidswet) erlassen, das Arbeitnehmer vor Arbeitsunfällen schützen sollte. Es gelang ihm auch, Kanäle wie den Kanal Gent–Terneuzen zu verbessern und den Bau von Straßenbahnen voranzutreiben.

## Leben
Philippe Willem van der Sleyden, Sohn eines Rittmeisters, war als Wasserbauingenieur tätig und wurde als Liberaler am 30. März 1881 erstmals Zweiten Kammer der Generalstaaten, des Unterhauses des Parlaments (Generalstaaten), und vertrat in diesem bis 11. Oktober 1884 sowie erneut vom 17. November 1884 bis 18. Mai 1886, vom 14. Juli 1886 bis 1. November 1886, vom 29. November 1886 bis 17. August 1887 sowie vom 19. September 1887 bis 27. März 1888 den Wahlkreis Arnheim. Bei der Wahl am 15. Juni 1886 schlug er Alexander Schimmelpenninck van der Oye vor der Anti-Revolutionaire Partij (ARP) sowie bei der Wahl vom 1. September 1887 den ebenfalls von der ARP kommenden Robert Melvil van Lynden, der später Außenminister war. Er war zwischen Oktober 1886 und 1887 auch Mitglied des parlamentarischen Untersuchungsausschusses zu den Bedingungen in Fabriken und Werkstätten (Parlementaire enquête naar de toestand in fabrieken en werkplaatsen). Als Abgeordneter sprach er über Wasserwirtschaft, Kolonialangelegenheiten, Marine sowie Militär und befasste sich hauptsächlich mit technischen Aspekten. Bei der Wahl am 6. März 1888 verzichtete er auf eine erneute Kandidatur. Nach seinem Ausscheiden aus dem Parlament war er zwischen dem 1. Juli 1889 und dem 9. Mai 1894 Chefingenieur des Wasser- und Schifffahrtsamtes (Rijkswaterstaat) in Maastricht.

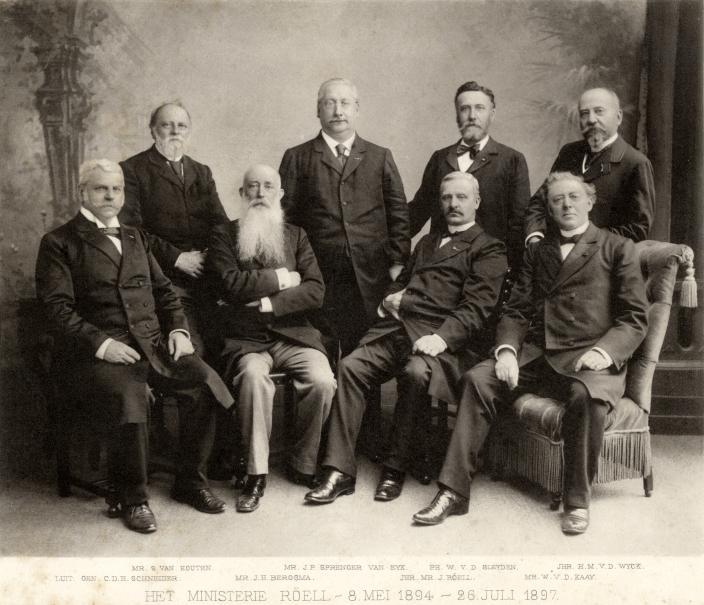
Van der Sleyden (stehend, 2. von rechts) und das Kabinett Röell (1894)

Am 9. Mai 1894 übernahm van der Sleyden im liberalen Kabinett Röell das Amt als Minister für Wasserwirtschaft, Handel und Industrie (Minister van Waterstaat, Handel en Nijverheid) und bekleidete dieses Ministeramt bis zum 27. Juli 1897. Als Minister legte er den bereits zuvor von seinem Vorgänger Cornelis Lely eingereichten Vorschlag bezüglich der Schließung oder Rekultivierung der Zuiderzee erneut vor, aber dieser Vorschlag wurde durch das Parlament nicht behandelt. 1895 wurde das Torfgewinnungsgesetz (Verveningenwet) erstellt, das die Nutzung von Torfmooren an eine Genehmigung der Provinzialdirektion knüpfte, die nach Beratung durch eine Wasser-, Torf- oder Polderbehörde darüber entscheiden konnte. 1896 kam es zur Verabschiedung des Dampfgesetzes (Stoomwet), das Regeln zur Verhütung von Gefahren – sowohl für Güter als auch für Arbeiter – durch die Verwendung von Dampfkesseln enthielt. Ein weiteres wichtiges Gesetz war das Sicherheitsgesetz (Veiligheidswet), das Arbeitnehmer vor Arbeitsunfällen schützen sollte. Es gelang ihm auch, Kanäle wie den Kanal Gent–Terneuzen zu verbessern und den Bau von Straßenbahnen voranzutreiben.
Nach seinem Ausscheiden aus der Regierung war er Vorsitzender der Königlich Niederländischen Geografischen Gesellschaft KNAG (Koninklijk Nederlandsch Aardrijkskundig Genootschap) sowie 1901 Vorsitzender des Delfter Ingenieurvereins (Vereniging voor Delftse ingenieurs). Bei der Wahl am 14. Juni 1901 bewarb er sich für die Liberale Unie im Wahlkreis Deventer für ein Mandat in der Zweiten Kammer, unterlag allerdings Henri Marchant vom Vrijzinnig Democratische Bond (VDB).
Van der Sleyden war zwei Mal verheiratet. Sein zehn Monate alter Sohn starb im Mai 1869 starb ein 10 Monate, während seine dreijährige Tochter im Januar 1880 starb. Er heiratete 1909 in zweiter Ehe eine Tochter des Wasserbauingenieurs und Mitglieds der Zweiten Kammer der Generalstaaten Jan Frederik Willem Conrad.